# Elisa Servenius
Elisa Servenius (geborene Elisa Bernström; bl. 1810) war eine schwedische Soldatin, die als Mann verkleidet in der schwedischen Armee diente und im Russisch-Schwedischen Krieg kämpfte. Sie wurde für ihre Tapferkeit in der Schlacht ausgezeichnet und war die erste und einzige Frau in Schweden, die mit dem För tapperhet i fält für Tapferkeit in der Schlacht an Land ausgezeichnet wurde, während Brita Hagberg und Anna Maria Engsten für Tapferkeit zur See ausgezeichnet wurden.

## Leben

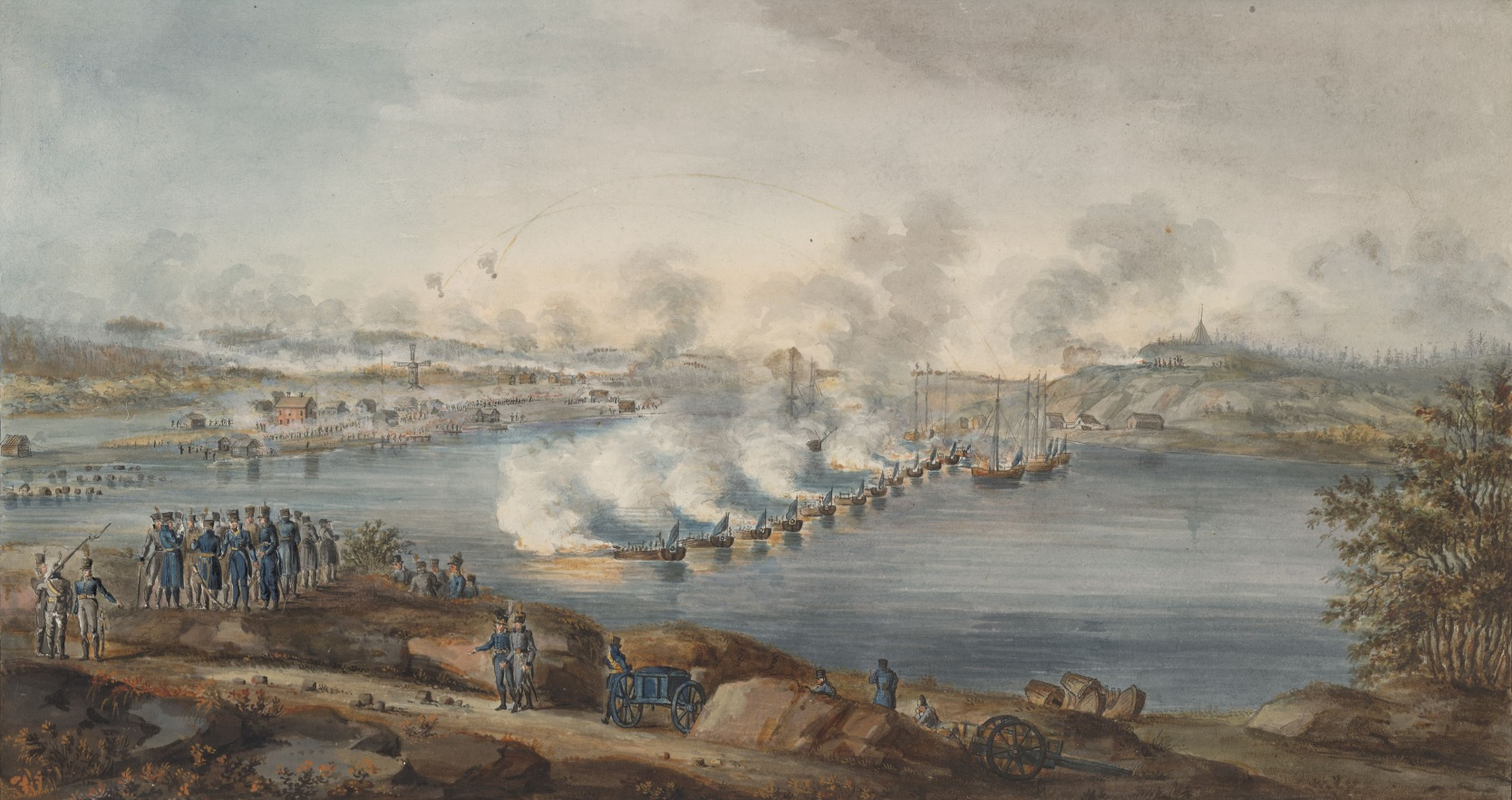
Schlacht von Ratan 1809

Elisa Bernström arbeitete als Dienstmädchen und lernte den Soldaten Bernard Servenius kennen, als sein Regiment in Stockholm stationiert war. Sie verliebten sich und heirateten. Als das Regiment in den Krieg zog, verkleidete sich Elisa als Mann und meldete sich als Soldat im Regiment: „denn sie hatte beschlossen, mit ihrem Mann zu leben und zu sterben“. Dieses Regiment war entweder die Leibgarde des Königs oder das Regiment der Königin. Ihr Ehemann wurde in der Schlacht von Ratan getötet. Elisa Servenius sammelte während der Schlacht die Munition des Feindes und verteilte sie an ihre Kameraden. Für diesen Einsatz wurde sie vom Offizier Gustaf Wachtmeister für die Auszeichnung für Tapferkeit im Kampf empfohlen. Während des Marsches nach Piteå, als sie sich zum dritten Mal darauf vorbereitete, in die Schlacht zu ziehen, wurde ihr Geschlecht entdeckt und sie wurde aus dem Dienst entlassen.
Elisa Servenius wurde in den Memoiren von Königin Hedwig von Schleswig-Holstein-Gottorf erwähnt, die in ihr Tagebuch den Eintrag erstellte: „Da wir gerade von der letzten Expedition nach Västerbotten sprechen, vergaß ich zu erwähnen, dass eine Amazone auf dem Schlachtfeld auftauchte“. Wachtmeister informierte die Königin in einem Bericht über den Fall, in dem er sie bat, Servenius ein Geschenk zu machen, da Servenius Mitglied des Regiments der Königin war.
In dem Bericht an die Königin wurde diese Version wiedergegeben: Servenius versteckte sich in dem Boot, das das Regiment ihres Mannes wegbrachte. Sie wurde entdeckt, durfte aber trotz ihres Geschlechts bleiben. In Ratan marschierte sie in Uniform an der Seite ihres Mannes, versorgte die Verwundeten, sammelte die Munition der Gefallenen ein und reichte sie während der Schlacht an ihre Kameraden weiter. Ihr Mann wurde als tot gemeldet, aber sie war überzeugt, dass er lebte und gefangen war, und folgte der Armee in einem neuen Regiment nach Piteå. Während dieser Expedition wurde ihr biologisches Geschlecht von ihren neuen Kameraden entdeckt. Offiziere, die sie von der früheren Expedition her kannten, informierten Admiral Johan af Puke und empfahlen, sie von weiteren Unannehmlichkeiten zu verschonen. Puke informierte sich über ihr Verhalten während der Schlacht bei Ratan und beschloss, sie mit der Medaille För tapperhet i fält auszuzeichnen.
Wachtmeister beschrieb Elisa Servenius der Königin als ehemaliges Küchenmädchen, mit „energischen, ausdrucksvollen Augen, lebhaft in ihrer Art und Erscheinung, und sogar intelligent, soviel man von einer Person ihres Standes verlangen konnte“, und dass sie „sich durch eine natürliche Furchtlosigkeit vor der Gefahr auszeichnete“. Auf die Frage, ob sie während des Beschusses auf dem Schlachtfeld ängstlich gewesen sei, habe sie geantwortet:

„Warum sollte ich das sein? Ich bin bei meinem Mann, für ihn würde ich alles tun, und außerdem möchte ich den Verwundeten helfen. Ich verlange nichts weiter, als es wieder zu tun, wenn es nötig ist; das Fliegen der Kugeln stört mich nicht im Geringsten, du wirst sowieso eines Tages sterben, auf diese Weise wie auch auf eine andere.“

Die Königin war von ihr beeindruckt und kommentierte: „Wahrlich, eine philosophische Denkweise von einer Frau aus dem Volk und ein Beweis für Weisheit und Urteilsvermögen“.
Nach dem Krieg stellte sich heraus, dass ihr Mann nicht gefallen, sondern gefangen genommen worden war. Er wurde 1810 aus russischer Gefangenschaft entlassen. In Stockholm wurden sie wiedervereint, woraufhin sie ihrem Regiment nach Stralsund in Schwedisch-Pommern folgten.
Elisa Servenius ist nicht die einzige Frau in der schwedischen Geschichte, die als Mann verkleidet als Soldat gedient hat, aber sie ist eine der ganz wenigen Frauen, die dafür offiziell anerkannt und ausgezeichnet wurden.